# Niagara (film, 1953)
Pour les articles homonymes, voir Niagara.
 (août 2022).
Si vous disposez d'ouvrages ou d'articles de référence ou si vous connaissez des sites web de qualité traitant du thème abordé ici, merci de compléter l'article en donnant les références utiles à sa vérifiabilité et en les liant à la section « Notes et références ».
Pour plus de détails, voir Fiche technique et Distribution.
Niagara est un film américain réalisé par Henry Hathaway, sorti en 1953.

## Synopsis

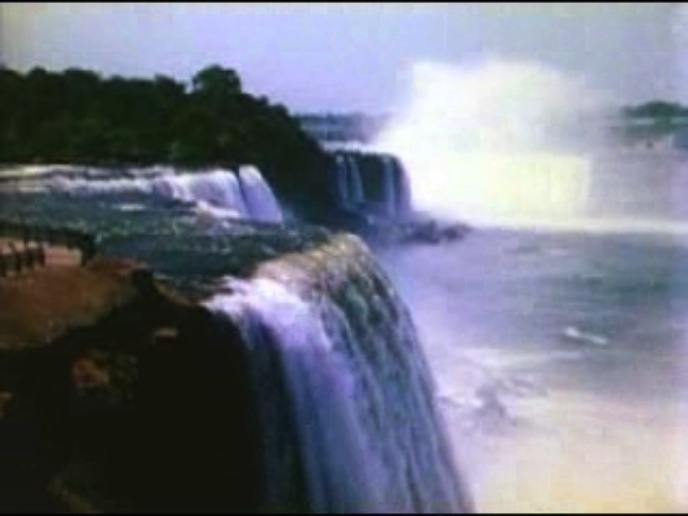
Les chutes du Niagara, telles qu'elles apparaissent dans le film.

Ray et Polly Cutler, jeune couple paisible, arrivent aux chutes du Niagara côté canadien pour une semaine de vacances. Le logement où ils doivent résider est encore occupé par un couple, Rose Loomis, sensuelle et provocante, et George Loomis, tourmenté et jaloux. Lors d’une promenade au pied des chutes, Polly voit Rose dans les bras d’un inconnu.
Le soir même à la résidence, George, dans un accès de mauvaise humeur, casse le disque que Rose est en train d’écouter, Kiss, car il savait que c’est l’air préféré de Rose et de son amant. Il se blesse légèrement à la main. Alors qu’il se fait soigner, sa femme en profite pour téléphoner, et demande à son interlocuteur d’agir. L’amant devra tuer son mari, et lorsque cela sera fait le carillon de la « Rainbow Tower »  jouera leur air préféré Kiss. Au matin suivant, Rose annonce la disparition de George au couple Cutler. Tous les trois se rendent à la morgue, car le corps d’un homme a été retrouvé. Rose est prise d’un malaise quand elle reconnaît le corps, c’est celui de son amant au lieu de son mari ; George a inversé  les rôles et fait jouer Kiss au carillon, faisant croire que c’est lui qui est mort. On doit envoyer Rose à l’hôpital.
Plus tard, Polly récupère le bungalow B que les Cutler avaient laissé provisoirement aux Loomis. Polly y attend son mari au lit et surprend George qui s’est introduit dans le bungalow, s’empare d’un couteau afin de tuer sa femme et est surpris d’y voir Polly. Elle hurle et il se sauve. Elle le retrouve un peu plus tard lors d’une visite des chutes du Niagara, et il lui avouera avoir tué l’amant de sa femme parce qu’il voulait le tuer. George fera à nouveau jouer Kiss au carillon, plongeant un peu plus Rose hospitalisée dans le désarroi. L’inspecteur Starkey qui est chargé de l’affaire informe Polly de la fuite de Rose de l’hôpital. Cette dernière est finalement étranglée par son mari au clocher de la « Rainbow Tower » où elle s’était réfugiée. Avant de la tuer, George lui avait dit : « C’est vraiment dommage que les cloches ne puissent pas jouer ta chanson maintenant, Rose ». Puis le mari prend la fuite à bord d’un bateau dans lequel Polly se trouve par hasard. Le bateau, à court de carburant, file vers les chutes. Polly peut s'accrocher à un rocher et est secourue par un hélicoptère. Le navire disparaît avec George à son bord.

## Fiche technique
- Titre original : Niagara
- Réalisation : Henry Hathaway, assisté de Gerd Oswald
- Scénario : Charles Brackett, Richard Breen et Walter Reisch
- Production : Charles Brackett
- Société de production et de distribution : Twentieth Century Fox
- Photographie : Joseph MacDonald
- Montage : Barbara McLean
- Musique : Sol Kaplan
- Direction artistique : Maurice Ransford et Lyle R. Wheeler
- Décorateur de plateau : Stuart A. Reiss
- Costumes : Dorothy Jeakins et Charles Le Maire
- Pays : américain
- Langue : Anglais
- Genre : Drame, Film noir
- Format : Technicolor - Son : Mono (Western Electric Recording)
- Durée : 92 minutes
- Dates de sortie :
  - États-Unis : 21 janvier 1953 (première à New York)
  - États-Unis : février 1953 (sortie nationale)
  - France : 11 août 1953
- Affiche : Boris Grinsson (France)

## Distribution
- Marilyn Monroe (VF : Claire Guibert) : Rose Loomis
- Joseph Cotten (VF : Claude Bertrand) : George Loomis
- Jean Peters (VF : Sylvie Deniau) : Polly Cutler
- Casey Adams (VF : Michel André) : Ray Cutler
- Denis O'Dea : l’inspecteur Starkey
- Richard Allan : Ted Patrick
- Don Wilson (VF : Pierre Morin) : M. Kettering
- Lurene Tuttle (VF : Henriette Marion) : Mme Kettering
- Russell Collins : M. Qua
- Will Wright : marin

Et, parmi les acteurs non crédités :
- Arch Johnson : chauffeur de taxi
- Sean McClory (VF : Lucien Bryonne) : Sam
- Patrick O'Moore : un détective
- Marjorie Rambeau : petit rôle indéterminé
- Harry Carey Jr. : le chauffeur de taxi

## Autour du film
- C’est l’histoire banale d’un homme trompé qui assassine l’amant de sa femme, avant d’étrangler l’épouse infidèle, puis de se précipiter vers la mort. Le film a deux stars : Marilyn Monroe et les chutes du Niagara. Hathaway conserva un excellent souvenir de sa collaboration avec l’actrice.
- C'est un des rares films où Marilyn a un rôle de « méchante » et le seul où son rôle décède.
- Joseph Cotten reprend le rôle du soldat psychiquement instable, hospitalisé après guerre, qu'il avait déjà assumé dans Étranges Vacances (1944) avec Ginger Rogers.
- C'est James Mason qui au départ devait jouer le rôle de George Loomis interprété ici par Joseph Cotten.
- La démarche unique de Marilyn (Rose) en jupe noire, pull rouge, le long de la rue Cobblestone détient dans ce film le record de la plus longue marche filmée dans le cinéma mondial (35 mètres de pellicule).
- Jean Peters a remplacé Anne Baxter juste avant le début du tournage.
- Marilyn Monroe et Jean Peters avaient été engagées par la Fox en même temps et étaient devenues amies. Elles avaient déjà joué ensemble dans Rendez-moi ma femme (1951) de Harmon Jones.
- Henry Hathaway était particulièrement satisfait du duo féminin formellement opposé entre  Marilyn Monroe et Jean Peters et il avait projeté de les réunir à nouveau à l'écran pour une nouvelle adaptation de Servitude humaine, roman fleuve de Somerset Maugham, déjà porté à l'écran en 1934 par John Cromwell avec Bette Davis, Leslie Howard et Frances Dee, et en 1946 par Edmund Goulding avec Paul Henreid, Eleanor Parker et Alexis Smith. Il pensait donner le rôle principal masculin à Montgomery Clift. Hélas, le projet n'aboutira pas avec ce casting et il fallut attendre 1964 (soit deux ans après la mort de Marilyn Monroe) pour qu'il puisse mener une nouvelle version de ce roman, avec Kim Novak, Laurence Harvey et Sobhian McKenna. Considérant ce casting comme très insuffisant, notamment Novak, il abandonna le film et fut remplacé par Kenneth Hugues.
- Quelques semaines après le décès de Marilyn (août 62) Andy Warhol utilisa une photo du film pour créer son fameux Diptyque Marilyn, une sérigraphie composée de 50 visages.
- Le carillon du « Carillon Bell Tower » appelé aussi « Rainbow Tower (en) » sonne trois fois par jour et il ne doit pas être possible de demander de jouer un air quand on le désire.
- Dans le roman Bons baisers de Russie, de Ian Fleming, une scène se passe devant une affiche du film. C’est en effet par la bouche de Marilyn Monroe, qui dissimule une fenêtre, que Krilencu, ennemi bulgare de James Bond et Darko Kerim, tente de s'échapper avant d'être abattu par ces deux derniers.